# Liste der Monuments historiques in Sailly-Achâtel
Die Liste der Monuments historiques in Sailly-Achâtel führt die Monuments historiques in der französischen Gemeinde Sailly-Achâtel auf.

## Liste der Objekte
| Bezeichnung                                                  | Beschreibung                          | Standort                      | Kennzeichnung | Schutzstatus | Datum | Bild |
| ------------------------------------------------------------ | ------------------------------------- | ----------------------------- | ------------- | ------------ | ----- | ---- |
| Gemälde Anbetung der Könige                                  | Ölfarbe auf Leinwand, 18. Jahrhundert | in der Kirche St-Epvre (Lage) | PM57000308    | Classé       | 1982  |      |
| Gemälde Darstellung Mariens im Tempel                        | Ölfarbe auf Leinwand, 18. Jahrhundert | in der Kirche St-Epvre (Lage) | PM57000304    | Classé       | 1982  |      |
| Gemälde Marienkrönung                                        | Ölfarbe auf Leinwand, 18. Jahrhundert | in der Kirche St-Epvre (Lage) | PM57000316    | Classé       | 1982  |      |
| Gemälde Taufe Christi                                        | Ölfarbe auf Leinwand, 18. Jahrhundert | in der Kirche St-Epvre (Lage) | PM57000310    | Classé       | 1982  |      |
| Gemälde Kreuzabnahme                                         | Ölfarbe auf Leinwand, 18. Jahrhundert | in der Kirche St-Epvre (Lage) | PM57000312    | Classé       | 1982  |      |
| Gemälde Anbetung der Hirten                                  | Ölfarbe auf Leinwand, 18. Jahrhundert | in der Kirche St-Epvre (Lage) | PM57000312    | Classé       | 1982  |      |
| Gemälde Jesus und die Samariterin                            | Ölfarbe auf Leinwand, 18. Jahrhundert | in der Kirche St-Epvre (Lage) | PM57000311    | Classé       | 1982  |      |
| Gemälde Jesus und die Jünger auf dem Weg nach Emmaus         | Ölfarbe auf Leinwand, 18. Jahrhundert | in der Kirche St-Epvre (Lage) | PM57000314    | Classé       | 1982  |      |
| Gemälde Mariä Verkündigung                                   | Ölfarbe auf Leinwand, 18. Jahrhundert | in der Kirche St-Epvre (Lage) | PM57000305    | Classé       | 1982  |      |
| Gemälde Heimsuchung Mariens                                  | Ölfarbe auf Leinwand, 18. Jahrhundert | in der Kirche St-Epvre (Lage) | PM57000306    | Classé       | 1982  |      |
| Gemälde Darstellung des Herrn                                | Ölfarbe auf Leinwand, 18. Jahrhundert | in der Kirche St-Epvre (Lage) | PM57000309    | Classé       | 1982  |      |
| Gemälde Der auferstandene Christus erscheint Maria Magdalena | Ölfarbe auf Leinwand, 18. Jahrhundert | in der Kirche St-Epvre (Lage) | PM57000313    | Classé       | 1982  |      |
| Gemälde Mariä Himmelfahrt                                    | Ölfarbe auf Leinwand, 18. Jahrhundert | in der Kirche St-Epvre (Lage) | PM57000315    | Classé       | 1982  |      |